# 歡迎來到宇宙劇場
《歡迎來到宇宙劇場》是一部日本劇場版動畫作品，屬於科幻）類別，於2010年6月26日在日本上映。

## 概要
這是舛成孝二初次監督的劇場版作品，宣傳口號是「宇宙的修學旅行」。作品得到立名館大學及日本宇宙少年團（YAC）支持，劇中出現的山葵更在田丸屋作限時發售。在全日本21間戲院上映。
本作品在2008年片名暫定「The☆宇宙秀」，2010年的第60屆柏林國際影展上進行全球首映，與另一部動畫作品夏日大作戰同場獻映，又在同年6月的第57屆悉尼電影展上參展。

## 故事簡介
在暑假時村川村的小學生夏紀、周、清、倫子及康二在學校合宿。在合宿的第一天，清提議大家一起去尋找失蹤的兔子小吉。康二在後山偶然發現麥田圈，周更發現受了傷的波奇。
波奇為答謝大家的救命之恩，邀請他們前往月球旅行。夏紀一行在月球背面都市，得到了臨時護照進入宇宙港參觀，但是波奇的報告讓來往月球及地球的飛行全部即時被禁止。波奇提議先從月球到他的母星犬星，再從犬星返回地球。為趕及在合宿完結前回到學校，清等人各自工作以賺取乘坐銀河超特急快車的車資。清與倫子在郵務中心工作、周當幼兒保姆、康二在「茵庫商店」協助製作火箭、波奇決定去賭博、而夏紀在速遞公司工作。結果夏紀被革職之餘更欠下債務，波奇的賭博計劃失敗，但夏紀在誤打誤撞下賣出的山葵卻賺取了足夠的車費。
在銀河超特急快車上，夏紀一行認識了東尼和哥巴。到達犬星後才得知波奇原來是大學的教授。不明來歷的外星人強搶夏紀手上的山葵，最終被波奇制止。波奇將山葵交給父親進行詳細的分析。可是受到不明來歷的襲擊，波奇的家被毀，父親受重傷，山葵被搶走，而周也被擄走。夏紀決定要救回周，在得到哥巴的協助下成功追蹤「宇宙劇場」的位置。
原來一切都是尼柏的陰謀，尼柏希望利用紫紺及「寵物星球」，制造完全生命體，波奇為阻止尼柏而與他進行戰鬥。同時，夏紀和倫子為了救回周而闖入「寵物星球」，經過幾番波折，總算從「寵物大王」手上救回周，夏紀與周冰釋前嫌，更找回兔子小吉。
事件解決後夏紀、周、清、倫子及康二乘坐銀河超特急快車趕回地球，渡過了一個開心又別具意義的合宿。

## 角色介紹

### 介紹
小山夏紀（小山夏紀）
生日：8月21日、星座：獅子座、血型：O型。村川村小學五年級，總是充滿朝氣活力的女孩，周的表姊，最近才轉入村川村小學。志願是成為「英雄」。總是吊兒郎當的樣子，做事常因此而失敗，讓周十分不滿。由於不小心讓學校的兔子小吉走失，影響了與周的關係，在波奇的開解下，明白到自己的過失，經過一番努力後，最終與周和好如初。
鈴木周（鈴木周）
生日：11月2日、星座：天蠍座、血型：O型。村川村小學二年級，年紀是五人中最小，夏紀的表妹，志願是成為「大總統」。喜歡小動物，負責照顧學校的兔子小吉。不喜歡夏紀擺出「姊姊」的模樣。由於夏紀不小心讓學校的兔子走失了，加上夏紀的態度，讓周十分不滿，在清的開解下，最終與夏紀和好如初，而且給波奇一個臉頰吻。
佐藤清（佐藤清）
生日：5月26日、星座：雙子座、血型：A型。村川村小學六年級，是五人中最年長的一位，深得大家的信賴，冷靜可靠充滿責任感的男孩。與身為護士的母親雙依為命，十分尊敬已去世的醫生父親，志願是成為「可以幫助別人的人」。由於修學旅行被取消，在康二等人提議下，與波奇一起到宇宙旅行。在旅程中一直努力照顧眾人，最後回到地球時更下定決心要成為醫生。
西村倫子（西村倫子）
生日：4月2日、星座：白羊座、血型：AB型。村川村小學四年級，有一個弟弟，注意潮流打扮，帶着手提電話，志願是成為明星。仰慕清，對同是少女的夏紀存有競爭意識。初次與波奇見面時，兩度被外表是狗但卻以雙腳站立且會說話的波奇嚇昏。
原田康二（原田康二）
生日：5月2日、星座：金牛座、血型：B型。村川村小學三年級，戴着眼鏡，喜歡讀書的男生，志願是成為「宇宙博士」。喜歡外星人及UFO等事物，在月球認識了志同道合的茵庫，並協助製造火箭。
鈴木丈夫（鈴木丈夫）
周的父親，夏紀的舅舅。
鈴木恵（鈴木恵）
周的母親。
鈴木藤四郎（鈴木藤四郎）
夏紀的外公，周的爺爺。
原田一（原田一）
康二的父親。
原田京子（原田京子）
康二的母親。
西村真彦（西村真彦）
倫子的爺爺。
西村寛人（西村寛人）
倫子的弟弟。
小山健一（小山健一）
夏妃的父親。
小山清水（小山清水）
夏妃的母親，周的姑姑。
佐藤美鶴（佐藤ミツル）
清的母親，是個護士。
波吉・李克曼（ポチ・リックマン）
來自犬星的外星人，外表與地球上的小狗沒有分別。為追尋已經絕種了的「紫紺（ズガーン）」而來到地球，在阻止外星偷竊者時受傷。為答謝夏紀他們的救命之恩，邀請他們到宇宙旅行。在協助夏紀一行人返回地球的同時，發現了有關紫紺的真正秘密，最後波奇問周以後能夠成為真正的男子漢時去地球見她的時候是否願意見他。
尼波（ネッポ）
「宇宙劇場」的負責人，同時擔任節目的主持。與波奇是舊識，因為某些原因與波奇爭執。為控制「寵物星球」而派出部下尋找50億年前絕種的「紫紺」。最後被警方逮捕。
瑪莉（マリー）
「宇宙劇場」的演員，尼柏的戀人，與波奇是舊識並同樣是犬星人。協助尼柏，意圖將周及小吉融合時，被夏紀及倫子阻撓而失敗。最後被警方逮捕。
波古那（ボグナー）、赫斯坦（ヘストン）、羅比（ロビー）
尼柏的部下，意圖在地球偷走「紫紺」時被波奇阻止，在犬星搶奪夏紀手上的「紫紺」時再次被波奇制服。
英可（インク）
康二在月球尋找工作時，在「茵庫商店」認識的女孩。與父親共同生活，製造新的火箭。和康二有共同的喜好，很快就成為了好友。
哥巴（ゴーバ）
一直在追尋「宇宙劇場」，在銀河超特急快車上與夏紀一行認識。
東尼（トニー）
「宇宙管理中心（宇宙管理センター）」的職員，在銀河超特急快車上與夏紀一行認識，與波奇是舊識。

### 聲演
| 配音 | 配音   | 配音                 | 角色                             |
| 日本 | 台灣   | 美國                 | 角色                             |
| --- | ------ | -------------------- | -------------------------------- |
| 黑澤朋世 | 林美秀 | 史蒂芬妮·薛          | 小山夏紀（小山夏紀）             |
| 生月歩花 | 雷碧文 | 米凯拉·迪恩          | 鈴木周（鈴木周）                 |
| 鵜澤正太郎 | 李明幸 | 麥克·辛特爾克拉斯    | 佐藤清（佐藤清）                 |
| 松元環季 | 黃珽筠 | 凱斯珊德拉·李·莫瑞斯 | 西村倫子（西村倫子）             |
| 吉永拓斗 |        | 麥克·加葛布·維恩     | 原田康二（原田康二）             |
| 待查 |        |                      | 鈴木丈夫（鈴木丈夫）             |
| 平田宏美 | 李明幸 |                      | 鈴木恵（鈴木恵）                 |
| 納谷六朗 |        |                      | 鈴木藤四郎（鈴木藤四郎）         |
| 瀧知史 | 林谷珍 |                      | 原田一（原田一）                 |
| 恒松步 |        |                      | 原田京子（原田京子）             |
| 塾一久 |        |                      | 西村真彦（西村真彦）             |
| 林遼威 | 林美秀 |                      | 西村寛人（西村寛人）             |
| 小田敏充 |        |                      | 小山健一（小山健一）             |
| 雪野五月 |        |                      | 小山清水（小山清水）             |
| 伊藤美紀 | 李明幸 |                      | 佐藤美鶴（佐藤ミツル）           |
| 藤原啟治 | 吳東原 | 馬克·迪萊森          | 波吉・李克曼（ポチ・リックマン） |
| 中尾隆聖 | 林谷珍 |                      | 尼波（ネッポ）                   |
| 五十嵐麗 | 李明幸 |                      | 瑪莉（マリー）                   |
| 小野坂昌也 | 林谷珍 |                      | 波古那（ボグナー）               |
| 竹田雅則 |        |                      | 赫斯坦（ヘストン）               |
| 宮本充 |        |                      | 羅比（ロビー）                   |
| 飯野茉優 | 林美秀 |                      | 英可（インク）                   |
| 江川央生 |        |                      | 鲁宾（ルビーン）                 |
| 伊藤和晃 |        |                      | 脂（タロー）                     |
| 日高範子 |        |                      | 花子（ハナコ）                   |
| 銀河萬丈 | 林谷珍 |                      | 哥巴（ゴーバ）                   |
| 飛田展男 | 孫誠   |                      | 東尼（トニー）                   |
| 斋藤千和 |        |                      | 养父（ヤブー）                   |
| MAKO |        |                      | 管理官（入国管理官）             |
| 櫛田泰道 |        |                      | 亚布爸爸（ヤブーパパ）           |
| 菊地祥子 |        |                      | 保姆（ベビーシッター）           |
| 菊本平 |        |                      | 青年團成員（青年団員）           |
| 勝沼紀義 |        |                      | 闇商人（闇商人）                 |
| 遠藤大智 |        |                      | 管制官（管制官）                 |
| 拓磨 |        |                      | 合成機（合成機）                 |
| 三木眞一郎 |        |                      | 寵物大王（ペット大王）           |
| 渡辺哲史 木村真那月 若林瑠星 山口享佑子 永田依子 長谷川瑜ら 樋口智透 足立友 田久保修平 高橋研二 須嵜成幸 河田吉正 荻野晴朗 岡林史泰 大原崇 𠮷開清人 高中宏之 尾崎麗奈 中島アキ 広瀬有香 田中愛生 |        |                      | 其他配音員                       |

## 用語
村川村
遠離都市的村落，也是夏紀等人生活的地方。
紫紺
本應在50億年前已經絕種的植物，價值連城。波奇為研究地球上出現的疑似紫紺而從遙遠的犬星來到地球。實際上，地球上的山葵只是紫紺的近親，並非真正的紫紺。
護照
由「宇宙管理中心（宇宙管理センター）」發出的臨時護照，能將文宇轉換成攜帶者的語言，甚至能將重力改變為攜帶者的居住環境。
宇宙劇場
銀河系中人氣極高的直播節目，由尼柏主持，瑪麗主演的節目，拍攝地點、行程全部保密。
茵庫商店
茵庫的父親擁有的商店，康二在月球工作的地方。整間商店本身是宇宙飛船，能獨立飛行，裝有水槍，協助清及康二擊退尼柏的部下。
銀河超特急快車
使用超光速行駛的銀河列車，能將原需二十年的航程大幅縮短，但車費也是極貴。
犬星
波奇及瑪麗的母星，距離月球普通航行需時二十年。
寵物星球
很久以前的宇宙救助船，目的是救助瀕臨滅絕的生物。
波特
宇宙貨幣單位，一波特等於一百八十三元日圓。

## 製作人員
- 監督 - 舛成孝二
- 原作 - Besame mucho
- 劇本 - 倉田英之
- 人物設計、作畫監督 - 石濱真史
- 場面設計 - 竹内志保
- 機械作畫監督 - 渡邊浩二
- 支援角色設計 - 藪野浩二、森崎貞
- 演出 -
- 色彩設計 - 歌川律子
- 美術監督 - 小倉一男
- CG監督 - 那須信司
- 攝影監督 - 尾崎隆晴
- 編集 - 後藤正浩
- 音樂 - 池賴廣
- 音響監督 - 菊田浩巳
- 錄音調整 - 名倉靖
- 音響效果 - 倉橋裕宗
- 動畫制作 - A-1 Pictures
- 製作 - 「歡迎來到宇宙劇場」製作委員會（Aniplex、電通、A-1 Pictures）

### 主題曲
「Who I Was Born To Be」
作詞．作曲 – AUDRA MAE、JOHAN FRANSSON、TOBIAS LUNDGREN、TIM LARSSON /  主唱 – 蘇珊·博伊爾

## 漫畫
- 在《月刊Comic電擊大王》2010年8月號至2011年4月號連載，作畫小野敏洋。該漫畫的單行本於2011年4月4日發售。[9]

## 發行商品
BD和DVD於2011年2月9日發售，原聲集於2010年6月23日發售。

### 書籍
發售日期：2010年6月28日
發行商：光村推古書院
發售日期：2010年6月28日
發行商：光村推古書院
發售日期：2010年7月27日
發行商：一迅社
發行商：誠文堂新光社

## 獲獎
- 第60屆柏林國際影展參展作品
- 第57屆悉尼電影展（英语：Sydney Film Festival）參展作品
- 第14屆日本新媒體動漫藝術節動畫部門推薦動畫作品

## 註解
1. ↑  .   [2012-10-12]. （原始内容存档于2019-06-06）.
2. ↑  .   [2012-10-12]. （原始内容存档于2020-08-28）.，由舛成孝二、倉田英之、落越友則三人組成所使用的化名。
3. ↑  台灣於2010年金馬國際影展將本片譯為「歡迎來到宇宙世界」，2012年迪士尼頻道播出時譯為「歡迎光臨宇宙秀」。
4. ↑  . Walkerplus.   [2013年10月27日]. （原始内容存档于2020年12月1日） （日语）.
5. ↑  . 動畫新聞網. 2008-01-07  [2013年10月27日]. （原始内容存档于2020-12-04） （英语）.
6. ↑  .   [2011-03-20]. （原始内容存档于2011-11-07） （日语）.
7. ↑  .   [2011-03-20]. （原始内容存档于2012-03-16） （日语）.
8. 1 2 3  （日語）歡迎來到宇宙劇場官方網頁 （页面存档备份，存于）
9. ↑  . Amazon.co.jp.   [2013年9月24日]. （原始内容存档于2021年8月19日） （日语）.

## 外部連結
- （日語）歡迎來到宇宙劇場官方網頁 （页面存档备份，存于）